# Okręg wyborczy East Cornwall
Okręg wyborczy East Cornwall powstał w 1832 r. i wysyłał do brytyjskiej Izby Gmin dwóch deputowanych. Okręg obejmował wschodnią Kornwalię. Został zlikwidowany w 1885 r.

## Deputowani do brytyjskiej Izby Gmin z okręgu East Cornwall
- 1832–1837: William Molesworth, wigowie
- 1832–1837: William Salusbury-Trelawny, wigowie
- 1837–1845: Edward Eliot, lord Eliot, Partia Konserwatywna
- 1837–1841: Hussey Vivian, wigowie
- 1841–1847: William Rashleigh, Partia Konserwatywna
- 1845–1852: William Henry Pole-Carew, Partia Konserwatywna
- 1847–1868: Thomas Agar-Robartes, Partia Liberalna
- 1852–1868: Nicholas Kendall, Partia Konserwatywna
- 1868–1874: John Salusbury-Trelawny, Partia Liberalna
- 1868–1874: Edward Brydges Willyams, Partia Liberalna
- 1874–1880: Colman Rashleigh, Partia Liberalna
- 1874–1880: John Tremayne, Partia Konserwatywna
- 1880–1882: Thomas Agar-Robartes, Partia Liberalna
- 1880–1885: William Copeland Borlase, Partia Liberalna
- 1882–1885: Charles Thomas Dyke Acland, Partia Liberalna